# Pecluma chnoophora
Pecluma chnoophora là một loài dương xỉ trong họ Polypodiaceae. Loài này được Salino & Costa Assis mô tả khoa học đầu tiên năm 2007.
Danh pháp khoa học của loài này chưa được làm sáng tỏ. 